# Смишляк (Брод-Моравице)
45°24′ пн. ш. 15°10′ сх. д. / 45.40° пн. ш. 15.16° сх. д.
Смишляк (хорв. Smišljak) — населений пункт у Хорватії, в Приморсько-Горанській жупанії у складі громади Брод-Моравиці.

## Населення
Населення за даними перепису 2011 року становило 0 осіб.
Динаміка чисельності населення поселення:

## Клімат
Середня річна температура становить 9,92 °C, середня максимальна – 23,58 °C, а середня мінімальна – -5,84 °C. Середня річна кількість опадів – 1361 мм.
| Клімат поселення                              | Клімат поселення | Клімат поселення | Клімат поселення | Клімат поселення | Клімат поселення | Клімат поселення | Клімат поселення | Клімат поселення | Клімат поселення | Клімат поселення | Клімат поселення | Клімат поселення | Клімат поселення |
| Показник                                      | Січ.             | Лют.             | Бер.             | Квіт.            | Трав.            | Черв.            | Лип.             | Серп.            | Вер.             | Жовт.            | Лист.            | Груд.            |                  |
| Середній максимум, °C                         | 6,33             | 7,90             | 11,60            | 15,73            | 20,30            | 23,58            | 22,70            | 22,30            | 18,67            | 14,02            | 8,32             | 4,66             |                  |
| Середня температура, °C                       | 0,24             | 1,80             | 5,51             | 9,65             | 14,21            | 17,49            | 19,26            | 18,89            | 15,24            | 10,58            | 4,89             | 1,24             |                  |
| Середній мінімум, °C                          | −5,84            | −4,29            | −0,58            | 3,56             | 8,13             | 11,40            | 15,86            | 15,47            | 11,83            | 7,18             | 1,48             | −2,2             |                  |
| Норма опадів, мм                              | 76               | 83               | 97               | 120              | 108              | 129              | 106              | 110              | 126              | 145              | 147              | 114              |                  |
| Середньомісячна швидкість вітру, м/с          | 1.64             | 1.79             | 2.10             | 2.07             | 1.93             | 1.78             | 1.74             | 1.65             | 1.59             | 1.62             | 1.77             | 1.76             |                  |
| Середньомісячна сонячна радіація, кДж/м²·день | 4221             | 6929             | 10284            | 14701            | 18943            | 20590            | 21854            | 18742            | 13695            | 8741             | 4608             | 3478             |                  |
| --------------------------------------------- | ---------------- | ---------------- | ---------------- | ---------------- | ---------------- | ---------------- | ---------------- | ---------------- | ---------------- | ---------------- | ---------------- | ---------------- | ---------------- |
| Джерело:                                      |                  |                  |                  |                  |                  |                  |                  |                  |                  |                  |                  |                  |                  |